# Pimen (patriarca di Mosca)
Pimen I (in russo Пимен I?, al secolo Sergej Michailovič Izvekov; Bogorodsk, 23 luglio 1910 – Mosca, 3 maggio 1990) è stato un arcivescovo ortodosso russo, quattordicesimo patriarca della Chiesa ortodossa russa.

## Biografia
È nato nella città di Bogorodsk, vicino a Mosca.
Il 5 dicembre 1925, diventa monaco del monastero Sretenskij di Mosca.
Ha trascorso un lungo periodo in diversi monasteri russi e nelle cattedrali di Murom, Odessa e Pskov.
Nel 1954 Pimen diventa il capo del Troitse-Sergiyeva Lavra.
Il 14 novembre 1961 viene nominato vescovo di Leningrado e Ladoga.
Dopo la morte del patriarca Alessio I, Pimen viene eletto Patriarca Pimen I di Mosca e di tutte le Russie nel 1971.
L'obiettivo principale di Pimen I diventa quello di guidare la chiesa Cristiana in uno stato ufficialmente comandato da un sistema ateo comunista. A tale scopo, lavora duramente con le autorità: partecipa a numerosi 'movimenti pacifisti' e conferenze sponsorizzate dal governo. Pimen viene premiato Medaglia del Soviet alla Pace (1969, 1971) e Medaglia d'oro ("Come Combattente per la Pace") dal 'Comitato Sovietico per la Difesa della Pace' nel 1970. Pimen è stato membro del Concilio mondiale per la Pace dal 1963 in poi. Nel 1961 fu insignito dell'Ordine della Bandiera Rossa del Lavoro, uno dei premi più prestigiosi al tempo.
L'Unione Sovietica tentò di limitare e controllare tutte le attività religiose e Pimen ebbe non poche difficoltà a mantenere la sopravvivenza della Chiesa ortodossa russa. Tuttavia nel 1983 riuscì a trasferire la sede patriarcale dal monastero della Trinità di San Sergio a Sergiev Posad (a oltre 70 km da Mosca) al monastero Danilov in una zona semicentrale della capitale (circa 3,5 km dal Cremlino).
Nella Russia del 1988, alla fine del difficile mandato alla testa della Chiesa ortodossa russa, organizza il millesimo anniversario della Conversione della Rus'. Questo evento diventa un momento storico che chiude la persecuzione dei Cristiani Ortodossi in URSS.